# Antunovski hod mladih
Antunovski hod mladih je godišnje katoličko hodočašće mladih zagrebačkim ulicama od crkve sv. Antuna Padovanskog u Sesvetskim Selima do bazilike sv. Antuna na Svetom Duhu. Održava se uoči Antunova.
Hodočašće počinje svetom misom u crkvi u Sesvetskim Selima, nakon čega kreće hod u duljini 16 km, uz stajanja i slavljeničko-molitveni program u Franjevačkom samostanu u Dubravi i na Trgu bana Jelačića. Hodočašće završava euharistijskim klanjanjem i molitvom krunice u bazilici na Sv. Duhu te čašćenjem relikvija sv. Antuna.
Organizator Hoda je Centar za promociju duhovnih zvanja na Sv. Duhu.
Šesti Hod (2024.) okupio je oko 15 000 sudionika.
U sedmom Hodu (7. lipnja 2025.) sudjelovalo je oko 20 000 sudionika iz tridesetak hrvatskih gradova i hrvatskog iseljeništva.